# Assut
|  | No s'ha de confondre amb sobreeixidor (hidrologia). |

Assut (de l'àrab as sad, 'barrera') és una presa de reduïdes dimensions. Es tracta d'una obra de fàbrica de poca alçària construïda transversalment en un riu o en un rierol per a aturar l'aigua, fer-ne pujar el nivell i derivar-la fora de la llera en general cap a una séquia.
L'assut és una part important en els regadius tradicionals que segueixen en ús en les hortes de València i Múrcia.
L'assut de Xerta es troba en la confluència dels municipis de Xerta, Benifallet i Tivenys al riu Ebre, va ser construït per la ciutat de Tortosa a la dècada de 1440. Al segle xvi s'hi van afegir un parell de molins de regolf i una pesquera, però les séquies no es van posar en funcionament fins als segles xix (esquerra) i xx. Tradicionalment es considera que a partir d'aquest assut comença el Delta de l'Ebre.

## Imatges d'assuts

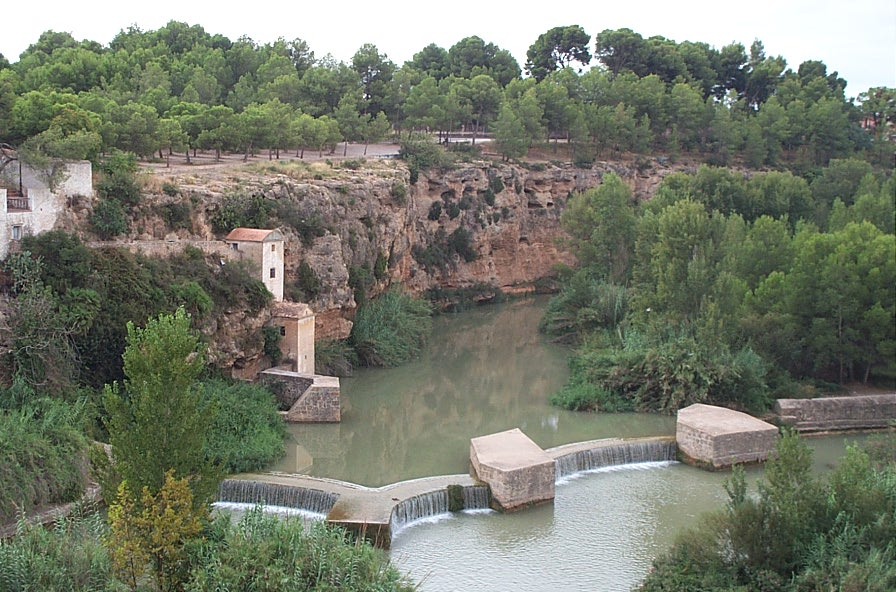
Assut del riu Millars a Vila-real
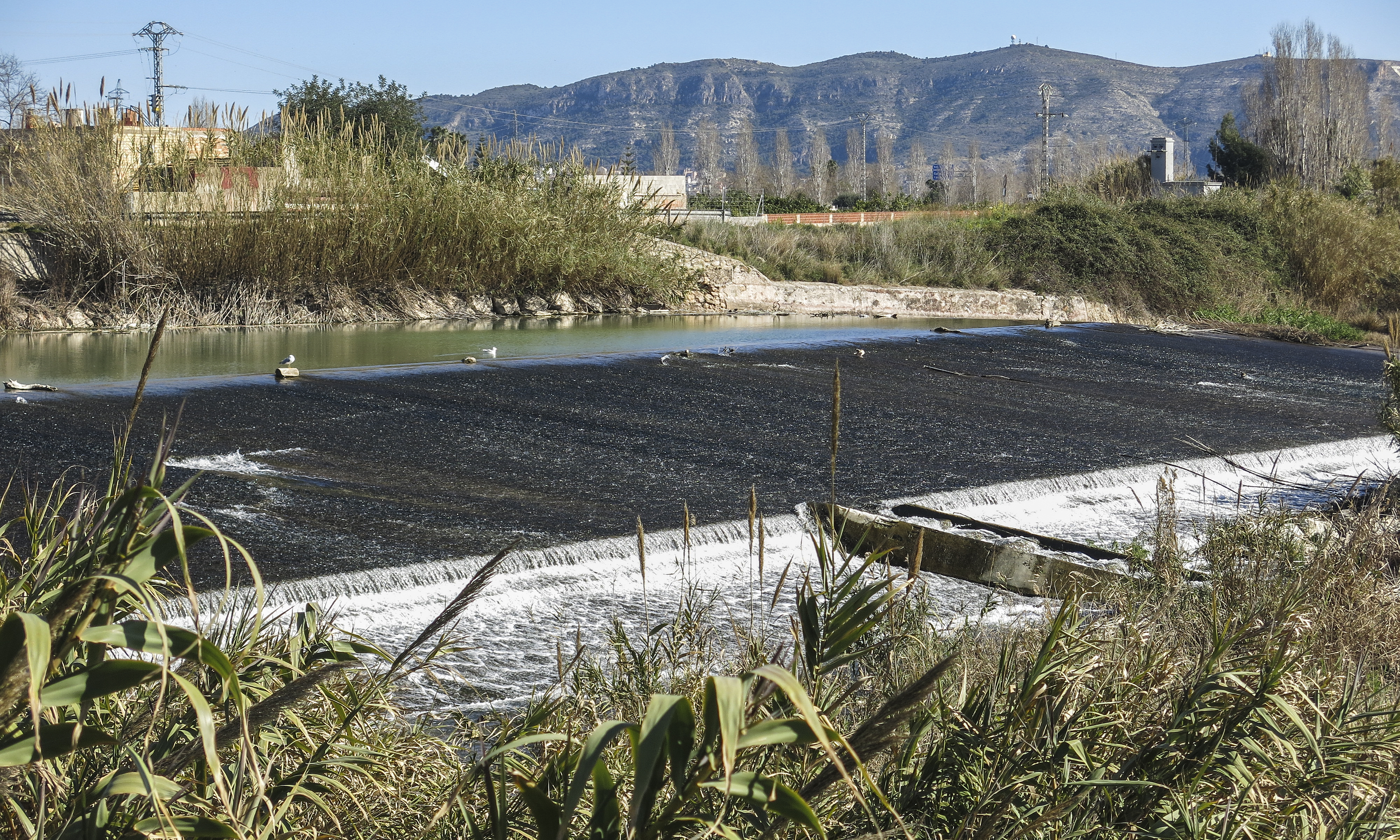
Assut de Cullera, entre Sueca i Fortaleny